# صورة مجهرية

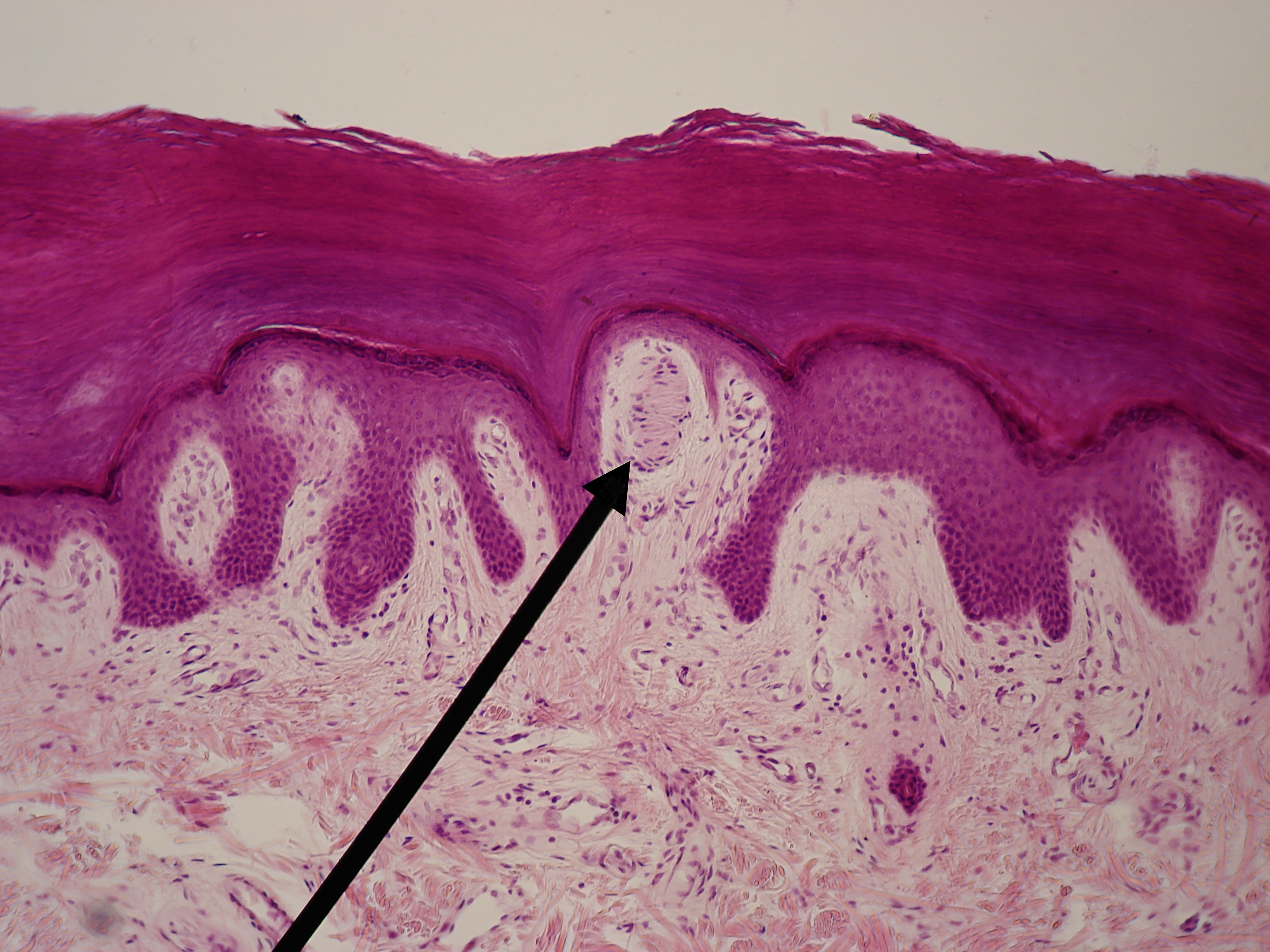
صورة مكبرة مائة مرة

الصّورة المجهريّة هي صورة تؤخذ بالمجهر بإلصاق كاميرا لإظهار صورة مكبّرة لأيّ شيء. يعود اختراع هذا الإنجاز إلى الكنديّ ريجينالد أوبراي فيسيندن.

## معرض صور

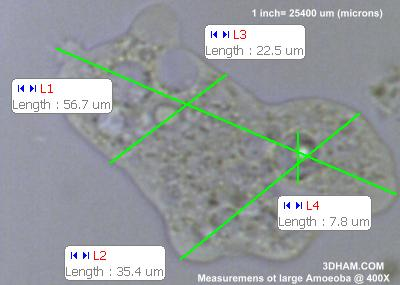
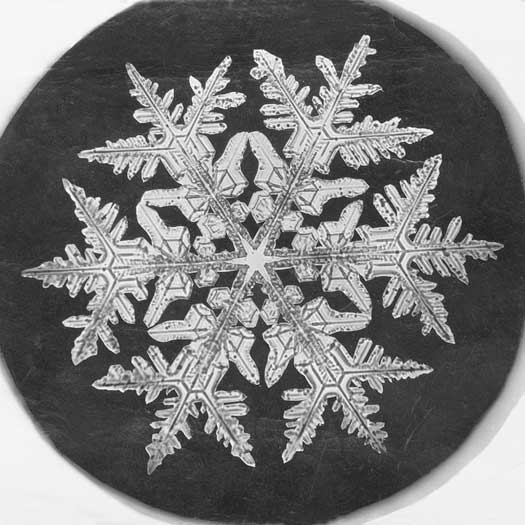
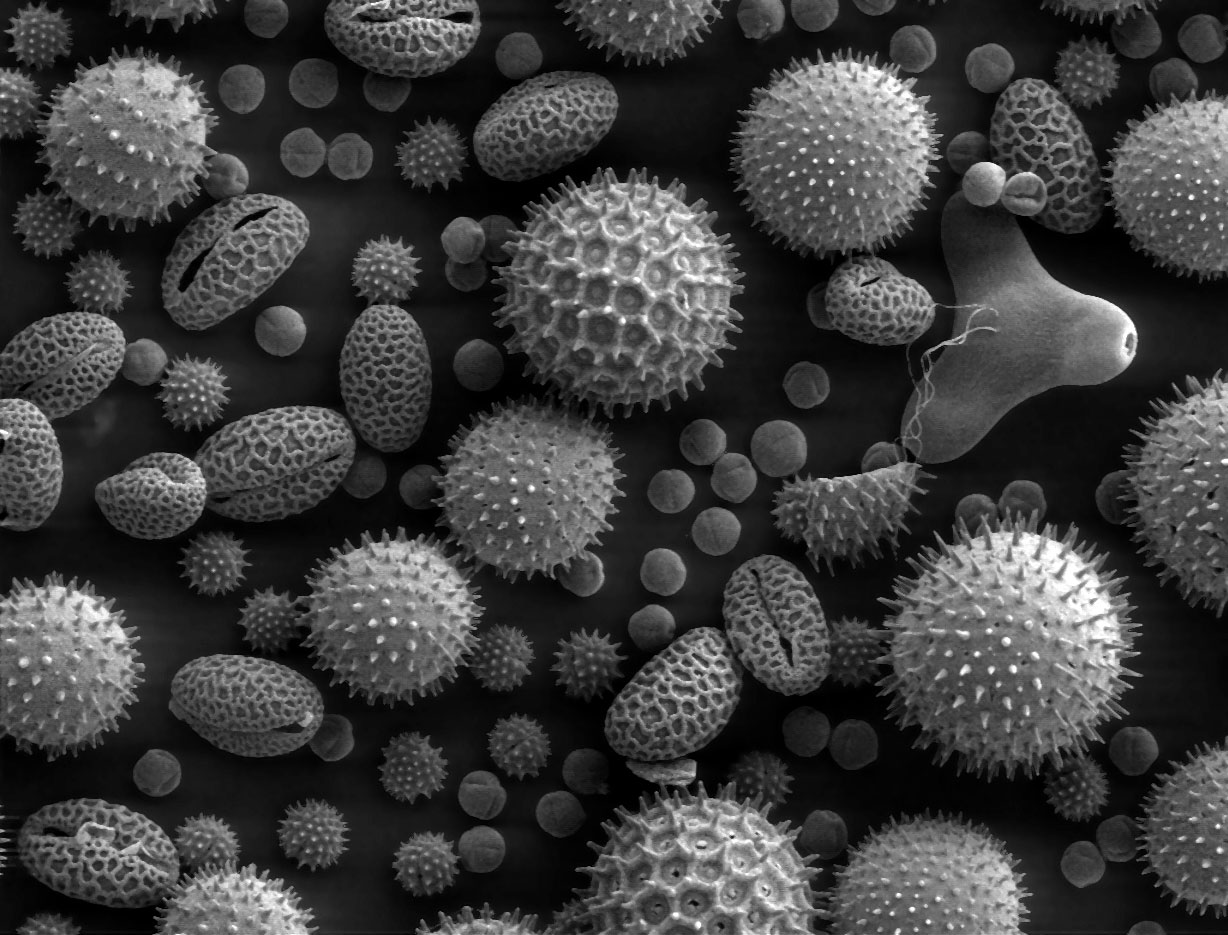
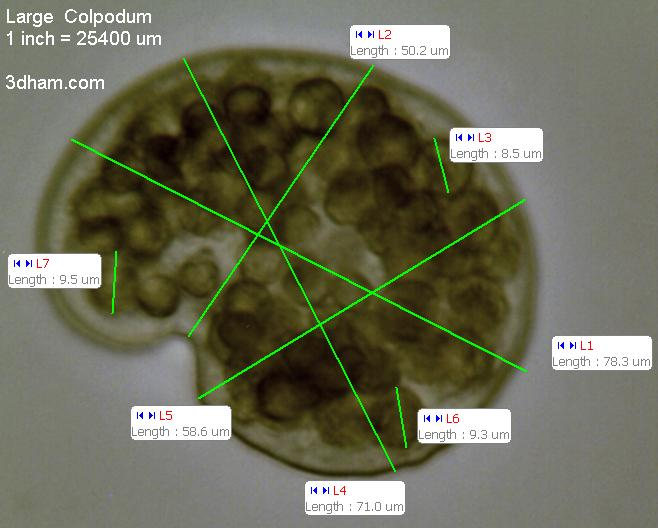